# Astochia armata
Astochia armata är en tvåvingeart som först beskrevs av Becker 1909.  Astochia armata ingår i släktet Astochia och familjen rovflugor. Inga underarter finns listade i Catalogue of Life.